# Nacksmärta

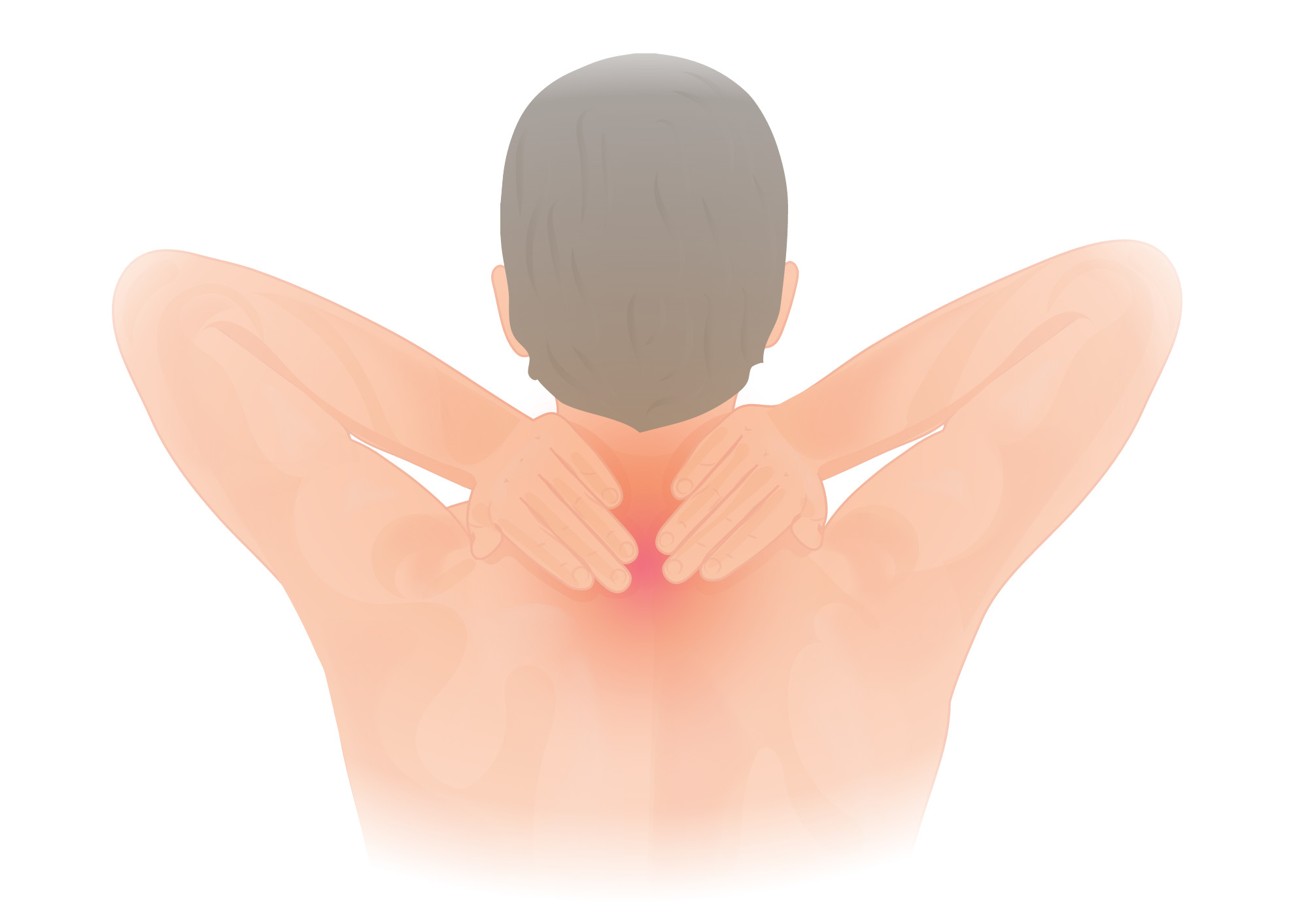
Nacksmärta

Nacksmärta eller cervikalgi är smärta som upplevs i nacke, skuldror eller ut i ena eller båda armarna. Precis som med smärta i ländryggen delas nacksmärta upp i ospecifik och specifik nacksmärta. Ospecifik nacksmärta är vanligt; livstidsprevalensen har uppskattats till cirka 70 procent. Cirka 10 procent av de här människorna har svår nacksmärta som påverkar deras förmåga att klara av vardagliga aktiviteter.
Den högsta åldersstandardiserade punktprevalensen per 100 0000 globalt 2017 hade Västeuropa med 4636 personer , Östasien med 4590,  Nordafrika och Mellanöstern med 4458 per 100 000. 
Den högsta årliga incidensen per 100 000 personer hade Östasien med 1029, Nordafrika och Mellanöstern med 975 och Nordamerika med 906.
Generellt har prevalensen och incidensen inte ökat de senaste tre decennierna. Nacksmärta är ett stort folkhälsoproblem. Länder med störst förekomst av nacksmärta var Norge, Finland och Danmark.
Kvinnor har generellt mer ont i nacken än män. Män har mest problem med nacksmärta i åldrarna 45-49 år och kvinnor i åldrarna 45-54 år.

## Klassificering och diagnos
Precis som vid smärtor i ländryggen, delas nacksmärtor in i specifika och ospecifika nacksmärtor. I de allra flesta fall behövs ingen vidare undersökning än bedömning hos sjukgymnast/fysioterapeut eller läkare. I Sverige är Sjukgymnaster/Fysioterapeuter oftast förstabedömare av denna typ av besvär.

### Specifik nacksmärta
- Diskbråck
- Degenerativa förändringar
- Inflammatoriska sjukdomar
- Malignitet[4]

Nacksmärta kan uppkomma från någon av nackens strukturer, däribland de vaskulära, neurologiska, respiratoriska, digestiva, eller muskuloskeletala strukturerna, eller vara en refererad smärta från någon annan del av kroppen.

### Ospecifik nacksmärta
Merparten av alla nackbesvär är ospecifika. Med ospecifik menas att specifik vävnadsskada eller sjukdom inte går att fastställa. Riskfaktorer för denna typ av smärta anses vara:
- Arbete med böjd/vriden bål.
- Kraftkrävande arbete (lyfta, dra, bära, skjuta).
- Kombination av höga krav och låg kontroll. Eller enbart höga krav i arbetet samt enbart låg kontroll eller lågt beslutsutrymme.[4]

## Orsaker
Orsakerna bakom nacksmärtor är oftast komplexa. Riskfaktorer brukar delas in i kategorier som: 
- demografiska kategorier
- socioekonomiska kategorier
- tidigare hälso- och smärttillsånd
- samsjuklighet
- trafikolyckor
- faktorer på arbetsplatsen
- psykosociala faktorer
- ärftlighet
- hälsobeteenden[3]

Oftast går det inte att upptäcka någon underliggande orsak, vilket leder till att smärtan kan vara svårbehandlad.
Enligt folkhälsoguiden vet man egentligen ingenting om varför ospecifik nacksmärta uppstår. Den enda klarlagda riskfaktorn är tidigare nacksmärta. Det finns ett svagt samband mellan nacksmärta och att vara kvinna.

## Whiplash
Whiplash-associated disorders (WAD) handlar om de symptom som uppstår efter ett pisksnärtsvåld mot nacken som kan uppstå vid exempelvis påkörning bakifrån vid trafikolycka. SBU skriver 2022 att incidensen beräknats till mellan 2 och 3 av 1000 personer i Nordarmerika och Västeuropa. 2014 visade statistiken att det anmäldes 30 000 whiplashsskador varje år enligt trafikverket. Mer om detta kan läsas på pisksnärtsskada.